# Лінзанг
Лінзанг (Prionodon) — рід ссавців родини лінзангові (Prionodontidae). Етимологія: грец. πρίων — «пилка», грец. ὀδών — «зуби», бо має зуби, що нагадує зуби пилки. Слово лінзанг має малайське походження.

## Систематика
Томас Хорсфілд описав рід Prionodon у 1822 році й розмістив його в родині Prionodontidae. У 1864 році Джон Едвард Грей призначив підродину Prionodontinae, до якої підпорядкував роди Prionodon і Poiana. На основі аналізу ДНК рід Poiana поміщено до родини віверових, а рід Prionodon залишився в родині Prionodontidae.

## Морфологія
Морфометрія. Довжина голови й тіла: 310–450 мм, довжина хвоста: 304–420 мм.
Опис. Вага P. linsang 600–800 грам. У середньому P. pardicolor трішки менший за P. linsang. У P. linsang основний колір коливається від білувато-сірого до коричнево-сірого і стає кремовим на нижній частині тіла. Візерунок складається з чотирьох або п'яти широких, поперечних, чорних або темно-коричневих смуг на спині, також є по одній великій смузі на кожній стороні шиї. Боки тіла і лапи з темними плямами, хвіст смугастий. Деякі особини P. pardicalor  мають фоновий колір помаранчево-буро-жовтий, в той час як інші блідо-коричневий. Чорні плями на верхній частині тіла розташовані більш-менш в подовжні ряди, і хвіст має 8–10 темних кілець. Ці тварини дуже стрункі, граціозні та красиві. Шерсть коротка, густа, і м'яка, зовні й на доторк мов оксамит. Кігті вбираються. Череп довгий, низький, та вузький, мордочка вузька і подовжена. На відміну від багатьох віверових Prionodon, схоже, не має запахових залоз.

## Поведінка, життєвий цикл
Азійські лінзанги мешкають переважно в лісах. Вони ведуть нічний спосіб життя і загалом деревні, але часто спускаються на землю в пошуках їжі. P. linsans будує гніздо з гілля та листя, в одному випадку гніздо було в норі біля основи пальми. Цей вид також, як говорять, живе в дуплах дерев. Поживу становлять дрібні ссавці, птахи, яйця та комахи. Обмежені дані щодо відтворення передбачають, що P. linsans не має чіткого сезону розмноження. Один новонароджений мав вагу 40 грам. Полонений P. linsang жив 10 років та 8 місяців.